# Tavera
Tavera est une commune française située dans la circonscription départementale de la Corse-du-Sud et le territoire de la collectivité de Corse. Elle appartient à l'ancienne piève de Celavo.

## Géographie
Tavera est un village corse situé à 40 km au Nord-Est d'Ajaccio. Sa superficie est de 33,42 km2.
Bien que des plaines fertiles et agricoles se trouvent au bord du fleuve La Gravona qui traverse le territoire communal, le relief y est essentiellement montagneux. 
La végétation y est dense (pins maritimes et pins laricio, hêtres, chênes verts, châtaigniers et espèces communes du maquis). L’eau y est abondante, le ruisseau de "Fiumiceddu" traverse le village. On y compte de très nombreuses sources.
Le village est composé de sept  hameaux éparpillés : A Parte, Casaracca, U Poghju, U Corsu, Casavecchja, I Strambiddacci, U Vittriccionu.
A noter trois autres hameaux, aujourd’hui inhabités et en ruines.

## Urbanisme

### Typologie
Au 1er janvier 2024, Tavera est catégorisée commune rurale à habitat dispersé, selon la nouvelle grille communale de densité à sept niveaux définie par l'Insee en 2022.
Elle est située hors unité urbaine. Par ailleurs la commune fait partie de l'aire d'attraction d'Ajaccio, dont elle est une commune de la couronne,. Cette aire, qui regroupe 79 communes, est catégorisée dans les aires de 50 000 à moins de 200 000 habitants,.

### Occupation des sols
L'occupation des sols de la commune, telle qu'elle ressort de la base de données européenne d’occupation biophysique des sols Corine Land Cover (CLC), est marquée par l'importance des forêts et milieux semi-naturels (91 % en 2018), une proportion identique à celle de 1990 (91,1 %). La répartition détaillée en 2018 est la suivante : 
forêts (40,2 %), milieux à végétation arbustive et/ou herbacée (34,5 %), espaces ouverts, sans ou avec peu de végétation (16,3 %), zones agricoles hétérogènes (7,7 %), zones urbanisées (1,3 %). L'évolution de l’occupation des sols de la commune et de ses infrastructures peut être observée sur les différentes représentations cartographiques du territoire : la carte de Cassini (XVIIIe siècle), la carte d'état-major (1820-1866) et les cartes ou photos aériennes de l'IGN pour la période actuelle (1950 à aujourd'hui).

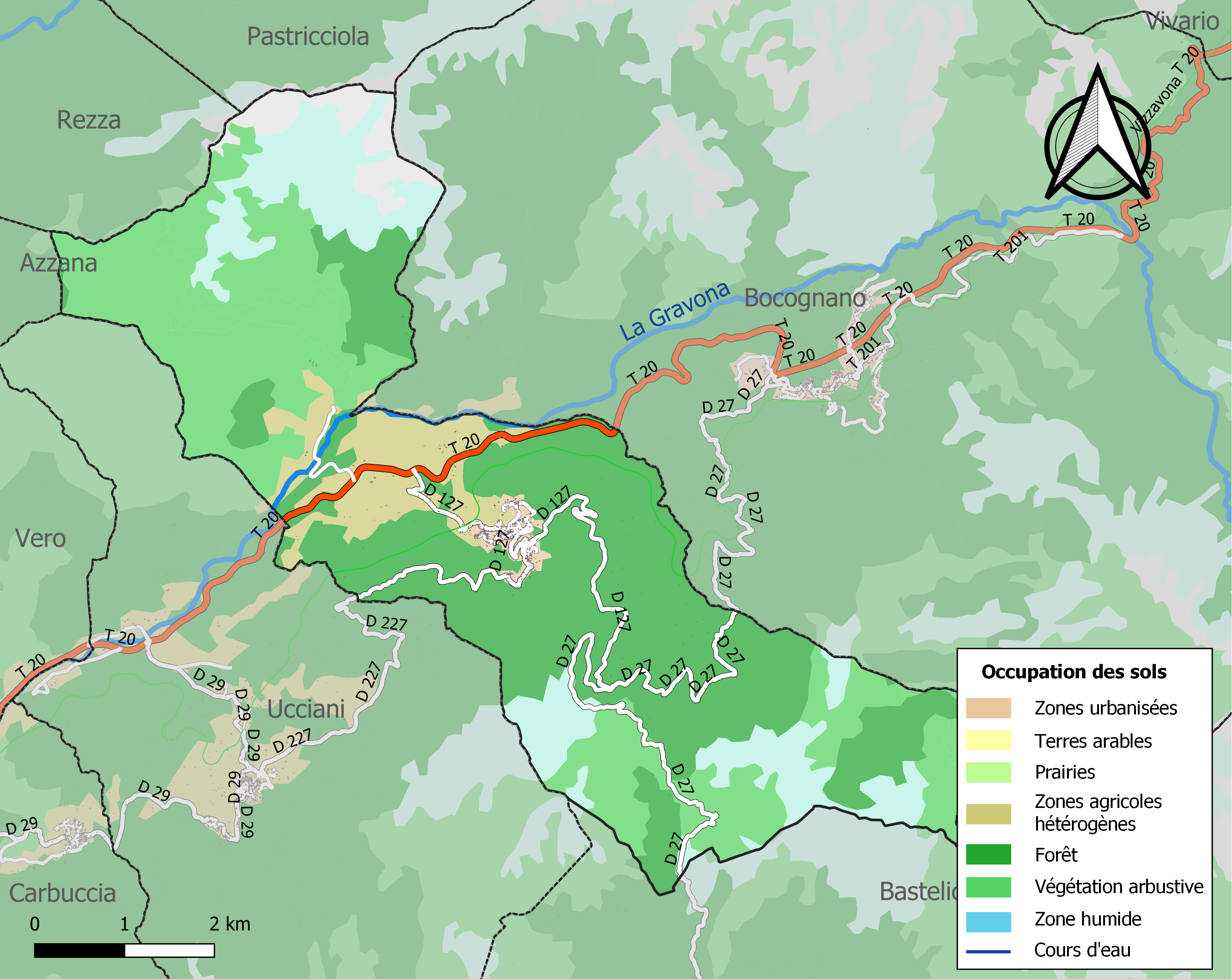
Carte des infrastructures et de l'occupation des sols de la commune en 2018 (CLC).

## Histoire
D’après la tradition, le village devrait son nom à une famille noble espagnole fuyant l’inquisition au début du XVIe  siècle. 
Bien que "Tavera" soit effectivement un patronyme qui se trouve en Espagne, il est très peu probable que cela soit exact. En effet, le nom de lieu "Tavera" existait bien avant l’arrivée de cette famille, on le retrouve dans des archives (notamment les collectes d’impôts), bien plus anciennes que cette époque...
De plus, la chapelle San Polu, à proximité immédiate du village date du XIe siècle. Cela prouve l’occupation ancienne du lieu. 
L’église actuelle, Santa Maria, date de la fin du XVIe siècle, elle fut fortement remaniée dans les années 1850 pour prendre sa forme actuelle, le clocher lui, date de 1882.
Petite anecdote, Napoléon Bonaparte, alors capitaine d'artillerie, s'opposa à Pascal Paoli, qui voulait rattacher la Corse à l'Angleterre. Dénoncé et poursuivi, Bonaparte quitta précipitamment Corte pour Ajaccio, et trouva refuge à Tavera chez des parents de sa mère Laetizia Ramolino, les familles Mancini et Carlotti,.
Jusqu’au milieu du XIXe siècle, Mezzavia, plaine agricole fertile, appartenait à la commune de Tavera et comprenait deux hameaux et une chapelle. Cette enclave fut ensuite rattachée à la commune d’Ajaccio. L'essor du village fut vraiment réel vers 1880, avec une des premières maisons communales comprenant une école, édifiées en Corse. Et se développa avec l'arrivée du chemin de fer (gare de Tavera).

## Économie
On trouve aujourd’hui à Tavera deux commerces: un café restaurant ainsi qu’une alimentation générale. 
Ils sont situés au centre du village, dans le hameau "U Corsu".
Une quinzaine d’agriculteurs, exercent leurs activités sur la commune et proposent leurs produits en vente directe (fromages, viande, charcuterie traditionnelle, miel, farine de châtaigne,  maraîchage).

## Démographie
L'évolution du nombre d'habitants est connue à travers les recensements de la population effectués dans la commune depuis 1800. Pour les communes de moins de 10 000 habitants, une enquête de recensement portant sur toute la population est réalisée tous les cinq ans, les populations de référence des années intermédiaires étant quant à elles estimées par interpolation ou extrapolation. Pour la commune, le premier recensement exhaustif entrant dans le cadre du nouveau dispositif a été réalisé en 2007.

En 2022, la commune comptait 433 habitants, en évolution de +8,52 % par rapport à 2016 (Corse-du-Sud : +7,61 %, France hors Mayotte : +2,11 %).
| 1800 | 1806 | 1821 | 1831 | 1836 | 1841 | 1846 | 1851 | 1856 |
| ---- | ---- | ---- | ---- | ---- | ---- | ---- | ---- | ---- |
| 655  | 605  | 699  | 742  | 750  | 768  | 718  | 817  | 817  |

| 1861 | 1866 | 1872 | 1876 | 1881 | 1886 | 1891 | 1896 | 1901 |
| ---- | ---- | ---- | ---- | ---- | ---- | ---- | ---- | ---- |
| 610  | 755  | 804  | 838  | 824  | 801  | 714  | 723  | 709  |

| 1906 | 1911 | 1921 | 1926 | 1931 | 1936 | 1946 | 1954 | 1962 |
| ---- | ---- | ---- | ---- | ---- | ---- | ---- | ---- | ---- |
| 707  | 692  | 653  | 689  | 624  | 553  | 480  | 496  | 288  |

| 1968 | 1975 | 1982 | 1990 | 1999 | 2006 | 2007 | 2012 | 2017 |
| ---- | ---- | ---- | ---- | ---- | ---- | ---- | ---- | ---- |
| 278  | 267  | 250  | 249  | 336  | 371  | 376  | 385  | 401  |

| 2022 | - | - | - | - | - | - | - | - |
| ---- | - | - | - | - | - | - | - | - |
| 433  | - | - | - | - | - | - | - | - |

## Lieux et monuments
- La statue-menhir de Tavera, découverte en 1961 par Pierre Lamotte, conservateur des Archives de la Corse[12].

Elle fut découverte à près de 400 m d’altitude, sur les pentes du massif qui domine la vallée de la Gravona. Aujourd’hui redressée, elle se trouve à quelques mètres du lieu de sa découverte, en contrebas du site médiéval I Casteddi.  La statue est accessible en 20 minutes à pied, à partir de la RN 193.
- L’église Santa Maria Assunta, qui date, dans sa partie primitive de la fin du XVIe siècle.
- Le monument aux Morts, situé au centre du village dans le hameau U Corsu. Il fut érigé dans les années 1920.

## Personnalités liées à la commune
- Hasan Corso, militaire (général)
- Jean Giustiniani dit Jean Tavera, chanteur
- Jean Mufraggi, compagnon de la Libération du Général de Gaulle